# Piedimonte Etneo
Piedimonte Etneo é uma comuna italiana da região da Sicília, província de Catania, com cerca de 3.671 habitantes. Estende-se por uma área de 26 km², tendo uma densidade populacional de 141 hab/km². Faz fronteira com Calatabiano, Castiglione di Sicilia, Fiumefreddo di Sicilia, Linguaglossa, Mascali, Sant'Alfio.

## Demografia
| Variação demográfica do município entre 1861 e 2011                               |
|                                                                                   |
| Fonte: Istituto Nazionale di Statistica (ISTAT) - Elaboração gráfica da Wikipedia |